# Diadora
Diadora, italiensk tillverkare av sportutrustning
Diadora har blivit känt för sina ofta exklusiva fotbollsskor, som man kunnat få i till exempel rött läder. Diadora har störst spridning i hemlandet i Italien. Företaget sponsrar olika lag i Serie A.Diadora gör även cross-stövlar.

## Historia
Diadora grundades 1948 av Marcello Danieli.